# Memphis Grizzlies
Memphis Grizzlies američka profesionalna košarkaška momčad iz grada Memphis, Tennessee.
Momčad je kao Vancouver Grizzlies ušla u NBA ligu 1995.g. zajedno s momčadi Toronto Raptors kao dvije kanadske momčadi, prve nakon 1947.g. Toronto Huskiesa.  2001.g. momčad seli u Memphis, gdje se nalazi i danas.

## Dvorane
General Motors Place (1995. – 2001.)
Pyramid Arena (2001. – 2004.)
FedExForum (2004.- )

## Vanjske poveznice
- (engl.)Memphis Grizzlies službene internet stranice